# زباستیان شونبرگر
زباستیان شونبرگر (آلمانی: Sebastian Schönberger؛ زادهٔ ۱۴ مهٔ ۱۹۹۴) دوچرخه‌سوار اهل اتریش است. وی در مسابقات قهرمانی دوچرخه‌سواری جاده جهان ۲۰۱۳ شرکت کرده است.